# مارک سایکس (بازیکن فوتبال)
مارک سایکس (انگلیسی: Mark Sykes؛ زادهٔ ۴ اوت ۱۹۹۷) بازیکن فوتبال است.
از باشگاه‌هایی که در آن بازی کرده‌است می‌توان به باشگاه فوتبال آکسفورد یونایتد اشاره کرد.
وی همچنین در تیم‌های ملی فوتبال زیر ۱۸ سال ایرلند شمالی، زیر ۱۹ سال ایرلند شمالی، و زیر ۲۱ سال ایرلند شمالی بازی کرده‌است.